# Hemosiderose
Hemosiderose is een aandoening waarbij hemosiderine accumuleert. Hemosiderose kan voorkomen als gevolg van bloedtransfusie maar ook zonder aanwijsbare oorzaak (idiopathisch). 